# Lapitz
Lapitz ist ein Ortsteil der Gemeinde Kuckssee im Landkreis Mecklenburgische Seenplatte in Mecklenburg-Vorpommern.

## Geografie und Verkehr

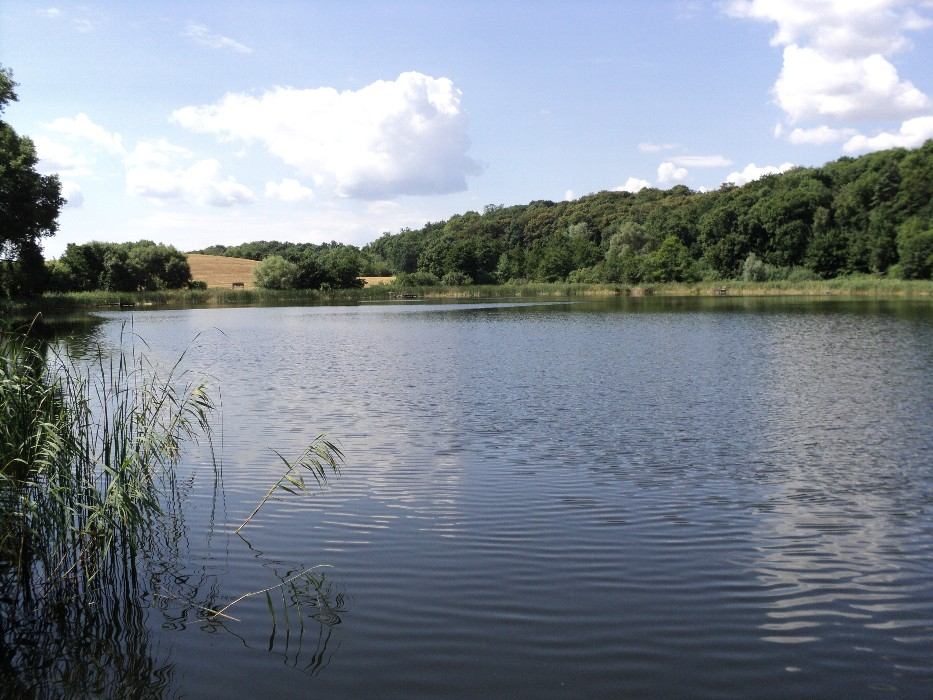
Salzsee bei Lapitz

Lapitz liegt 14 Kilometer westlich von Neubrandenburg in einer hügeligen wald- und seenreichen Umgebung. Größter See der Umgebung ist der Malliner See. Um den Ort befindliche Seen sind der Lapitzer See und der Salzsee. Der höchste Punkt der Gemarkung ist ein 72,8 m ü. NHN gelegener Hügel nordwestlich des Ortes, am Südufer des Salzsees befindet sich mit 62 m NHN der Kanonenberg. Südlich des Dorfes verläuft die Bundesstraße 192, nördlich die Bundesstraße 104, durch den Ort führt die Kreisstraße MSE 77.

## Geschichte
Das Dorf ist slawischen Ursprungs und wurde früher Lapze geschrieben. Der Name könnte vom slawischen lapa=Klaue, Bärlapp oder von lapica=Falle, abgeleitet sein.
Zur Zeit der slawischen Besiedlung Mecklenburgs existierte hier eine große Burganlage des Stammesverbandes der Lutizen, "mit außergewöhnlich vielen" Bewohnern. Hierbei handelt es sich vielleicht um den Grapenwerder und/oder um den nur wenige hundert Meter entfernten Fischerwall, ein weiteres Zeugnis aus jener Zeit.
Es ist höchst wahrscheinlich, dass beide Siedlungen in ihrer Blütezeit parallel zueinander existiert haben, was auch die Lage und die in den dürftigen Quellen beschriebene Größe begründen könnte.
Nach alten Überlieferungen hatte Lapitz 1326 bereits eine Dorfkirche. Nach 1900 wurde fast das ganze Dorf neu gebaut, wie zum Beispiel das Gutshaus unter Einbeziehung eines älteren Gebäudes 1908, die Kirche 1914, vor und nach dem Ersten Weltkrieg die meisten Dorfhäuser. Die Entwicklung des Dorfes hängt eng mit der Geschichte der Familie Neumann zusammen, die 1814 das Gut erworben hatte. Vorbesitzer waren von 1788 bis 1811 die Familie von der Lancken und ab 1811 Hofrat Siemerling. Das Gut ist dann zu einem Saatvermehrungsbetrieb entwickelt worden.
Nach dem Ersten Weltkrieg bauten die Gutsbesitzer von Puchow und Lapitz eine Kleinbahn zum Verladebahnhof Penzlin. In dieser Zeit entstand auch die befestigte Straße mit Hohlweg nach Penzlin.
In den 1930er Jahren setzte man die Modernisierung der Wirtschaft beispielsweise durch den Einsatz von ersten Mähdreschern und der Wohnhäuser durch Ausstattung mit sanitären Einrichtungen fort. Schon seit 1862 gab es in Lapitz fließendes Wasser aus dem Salzsee, was in Mecklenburg zu der damaligen Zeit als äußerst fortschrittlich anzusehen war. Nach dem Zweiten Weltkrieg kamen viele Vertriebene in den Ort, die hier eine neue Heimat fanden. Die Landwirtschaft ist nach wie vor für die wirtschaftliche Entwicklung des Ortes bestimmend.
Am 1. Januar 2012 fusionierten die vormals eigenständigen Gemeinden Krukow, Lapitz und Puchow zur Gemeinde Kuckssee.

## Sehenswürdigkeiten
→ Siehe auch: Liste der Baudenkmale in Kuckssee#Lapitz
- Zwei Gräber mit Grabsteinen, auf denen an sowjetische Opfer der Zwangsarbeit erinnert wird
- Gutshaus Lapitz: Ein- und zweigeschossiger Putzbau von 1908 mit Mansarddach und ältere Gebäuden, heute Hotel; Gut u. a. der Familien von der Lancken (ab 1788) und Neumann (1814–1945).